# Stanisław Golachowski
Stanisław Golachowski (* 12. Dezember 1907 in Cieszyn; † 10. Januar 1951 in Łódź) war ein polnischer Musikwissenschaftler und -pädagoge.
Golachowski besuchte das mathematisch-naturwissenschaftliche Gymnasium seiner Heimatstadt und studierte ab 1928 an der Jagiellonen-Universität unter der Leitung von Zdzisław Jachimecki Musikwissenschaft. 1934 3erhielt er für eine Arbeit über den Komponisten Antoni Stolpe den Magisterabschluss. Zur gleichen Zeit nahm er Violinunterricht am Konservatorium der Musikgesellschaft.
Von 1934 bis Mitte 1935 war er Oberassistent am Seminar für Musikgeschichte und -theorie der Jagiellonen-Universität, danach wurde er Referent für Musik beim Polnischen Rundfunk und 1936 Redakteur und Moderator für klassische Musik in Warschau. Ende 1936 setzte ihn das Ministerium für Religion und öffentliche Bildung als Inspektor für die Musikschulen ein. Aus dieser Zeit stammt seine Bekanntschaft mit Karol Szymanowski, über dessen Werk er später wissenschaftlich arbeitete.
Ab 1938 gab er für die Towarzystwo Wydawnicze Muzyki Polskiej (Polnische Musikverlegergesellschaft) gemeinsam mit Constantin Regamey die Vierteljahreszeitschrift Chopin heraus. Beim deutschen Einmarsch in Polen wurde Golachowski als Reserveoffizier zur polnischen Armee einberufen. Ab 1940 lebte er in Warschau, organisierte dort Konzerte und forschte auf dem Gebiet der Musikwissenschaft und musikalischen Akustik. Ab 1943 wandte er sich in seinen Forschungen dem Komponisten Szymanowski zu.
Nach dem Krieg trat neben Golachowskis musikwissenschaftliche auch die organisatorische und pädagogische Arbeit. Er wurde stellvertretender Leiter der Abteilung für Musik und Leiter der Abteilung für die Förderung der musikalischen Kreativität beim Ministerium für Kultur und Kunst, Mitglied des Vorstandes des Fryderyk-Chopin-Institutes, Musikdirektor der Staatlichen Polnischen Filmgesellschaft und Direktor des Szymanowski-Institutes in Łódź. Zudem unterrichtete er an der Staatlichen Musikhochschule und der Staatlichen Filmhochschule in Łódź, war Redakteur der Zeitschrift Poradnik Muzyczny und Sekretär des Ausschusses für die Gedenkfeier von Karol Szymanowski.
1948 erlitt Golachowski einen Schlaganfall, der ihn zwang seine Aktivitäten einzuschränken. Ab 1949 reduzierte sich auch die staatliche Förderung für das Szymanowski-Institut. Das Jahr 1950 verbrachte Golachowski fast vollständig im Krankenhaus, erarbeitete aber dennoch ein ausführliches Verzeichnis des Archivs zu Karol Szymanowski, bevor er 1951 im Alter von 44 Jahren starb.

## Quelle
- Narodowy Institut Fryderyker Chopina - Stanisław Golachowski'